# 大针茅
大针茅（学名：Stipa grandis）为禾本科针茅属下的一个种。为典型的草原植被。

## 扩展阅读
- 維基物種上的相關：大针茅